# Focke-Wulf Fw 42
Focke-Wulf Fw 42 là một loại máy bay ném bom hạng trung, hai động cơ, có cấu hình cánh mũi, do hãng Focke-Wulf Flugzeugbau AG thiết kế ở Đức đầu thập niên 1930.

## Tính năng kỹ chiến thuật (Fw 42)
Dữ liệu lấy từ 
Đặc tính tổng quan
- Kíp lái: Six
- Chiều dài: 17,7 m (58 ft 1 in)
- Sải cánh: 25 m (82 ft 0 in)
- Chiều cao: 4,3 m (14 ft 1 in)
- Diện tích cánh: 108 m2 (1.160 foot vuông)
- Trọng lượng rỗng: 5.600 kg (12.346 lb)
- Trọng lượng cất cánh tối đa: 9.000 kg (19.842 lb)
- Động cơ: 2 × BMW VI kiểu động cơ piston thẳng hàng, làm mát bằng chất lỏng, 560 kW (750 hp)  mỗi chiếc
- Cánh quạt: 4-lá, 3,8 m (12 ft 6 in) đường kính

Hiệu suất bay
- Vận tốc cực đại: 310 km/h (193 mph; 167 kn)
- Vận tốc hành trình: 260 km/h (162 mph; 140 kn)
- Tầm bay: 1.200 km (746 mi; 648 nmi)
- Trần bay: 6.000 m (19.685 ft)

Vũ khí trang bị

- Súng: 2 súng máy
- Bom: 1.000 kilôgam (2.200 lb)